# Медиком МТД
ООО НПКФ «Медиком МТД» — российское приборостроительное предприятие. Научно-производственно-конструкторская фирма, специализирующаяся на производстве медицинского оборудования для функциональной диагностики, реабилитации и научных исследований.

## История
Фирма «Медиком МТД» создана в 1992 году специалистами ОКБ «РИТМ» ТРТИ, работающими в области медицинской инженерии. Разрабатывает и производит приборы и компьютеризированные комплексы для электроэнцефалографии, реографии, электрокардиографии, миографии и др. для ведущих клиник, больниц и районных поликлиник. Занимается также исследованиями в области биологической обратной связи.
С 1992 года предприятие возглавляет С. М. Захаров.
«Медиком МТД» теснейшим образом сотрудничает с ведущими научными учреждениями страны: НИИ неврологии АМН, Кафедрой нервных болезней педиатрического факультета РГМУ, Военно-медицинской академией (С-Петербург), Ростовским государственным медицинским университетом, Институтом военной медицины, Центром экстренной психологической помощи МЧС России.
В декабре 2013 года «Медиком МТД» был отмечен дипломом на ежегодном конкурсе «Лучшие инновации Дона».
В 2014 году работа предприятия по модернизации объективного психологического анализа и тестирования «Эгоскоп» была признана одним из наиболее значимых инновационных проектов Таганрога.

## Продукция (2017)

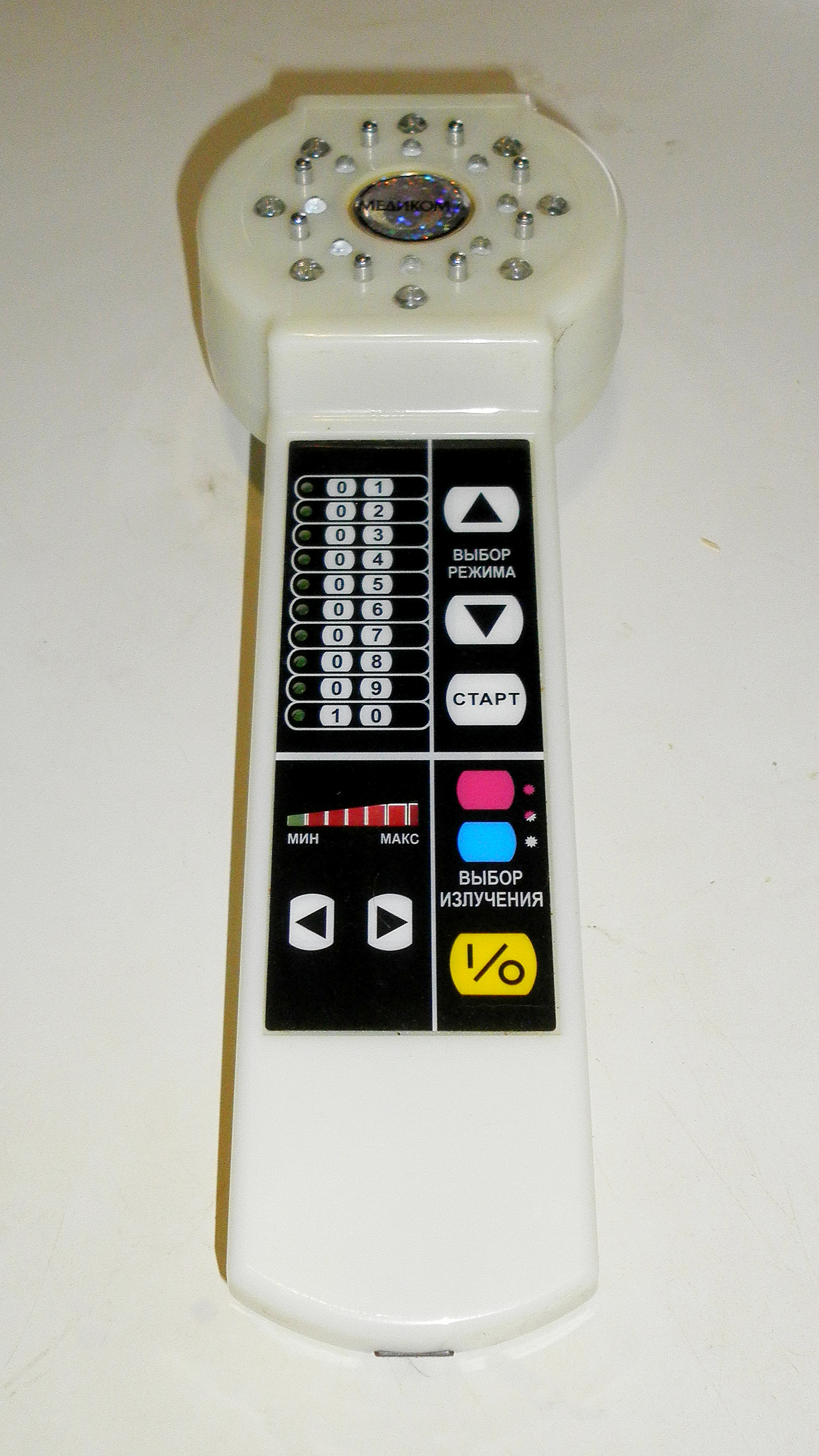

- Электроэнцефалограф-регистратор «ЭНЦЕФАЛАН-ЭЭГР-19/26» (основная модификация)
- Электроэнцефалограф-регистратор «ЭНЦЕФАЛАН-ЭЭГР-19/26» Модификация "Мини"
- Электроэнцефалограф-анализатор ЭЭГА-21/26 «ЭНЦЕФАЛАН-131-03»
- Комплект ЭЭГ-электродов КЭ-ЭЭГ-10/20 «Энцефалан-КЭ»
- Монитор церебральных функций «Энцефалан-ЦФМ»
- Комплекс реабилитационный психологический для тренинга БОС «Реакор»
- Устройство психофизиологическое телеметрическое «РЕАКОР-Т»
- Комплекс объективного анализа и тестирования «Эгоскоп»[8]
- Нейромиоанализатор НМА-4-01 «НЕЙРОМИАН»
- Реограф-полианализатор РГПА-6/12 «РЕАН-ПОЛИ»
- Устройство психофизиологического тестирования «ПСИХОФИЗИОЛОГ»
  - Модуль психомоторных тестов
  - Система сетевая сбора данных ССД для психофизиологического тестирования.